# Boethos (Toreut I)
Boethos (griechisch Βόηθος) war ein antiker griechischer Toreut (Metallbildner), der wahrscheinlich im 3. oder 2. Jahrhundert v. Chr. aktiv war.
Marcus Tullius Cicero erwähnt in seiner Prozessrede gegen Gaius Verres mehrfach eine Hydria von großem Gewicht, die zudem auch eine hervorragende kunsthandwerkliche Arbeit war, die einem Toreuten Boethos zugeschrieben wurden. Durch die mehrfache Erwähnung des hohen Gewichtes wird deutlich, dass es sich dabei um eine Arbeit aus Edelmetall handeln muss. Die Hydria soll einem Pamphilios von Lilybaion gehört haben, dem Verres das Stück wie viele andere Kunstwerke und Wertgegenstände von anderen reichen Sizilianern abgepresst hatte.
In der Forschung wurde verschiedentlich über die Gleichsetzung des Boethos mit anderen Kunsthandwerkern nachgedacht. Vor allem in der früheren Forschung, etwa von Heinrich Brunn und Wilhelm Klein wurde eine Identität mit Boethos von Kalchedon präferiert. Diese Annahme gilt mittlerweile jedoch als reine Spekulation. In der zweiten Hälfte des 20. Jahrhunderts tendierten Forscher wie Adolf Lippold und Andreas Linfert zu einer Identifizierung mit Boethos von Karthago, da Lilybaion früher zum Karthagischen Reich gehört hatte. Doch auch dies muss ohne fehlenden Beweis Spekulation bleiben. Das Stück kann als wahrscheinlich griechisches Importstück schon länger in der Stadt Lilybaion gewesen sein. Bei einer Produktion in der griechischen Welt ist es nicht von Belang, ob die Stadt zum Zeitpunkt des Imports noch karthagisch oder ab 241 v. Chr. schon römisch war. Aus der literarischen Überlieferung sind zudem noch zwei weitere griechische Toreuten mit dem Namen Boethos bekannt.

## Einzelbelege
1. ↑  Marcus Tullius Cicero: Reden gegen Verres. 2, 4, 12, 27.

| Personendaten    | Personendaten                                              |
| ---------------- | ---------------------------------------------------------- |
| NAME             | Boethos                                                    |
| ALTERNATIVNAMEN  | Βόηθος (altgriechisch)                                     |
| KURZBESCHREIBUNG | antiker griechischer Toreut                                |
| GEBURTSDATUM     | zwischen 4. Jahrhundert v. Chr. und 2. Jahrhundert v. Chr. |
| STERBEDATUM      | zwischen 3. Jahrhundert v. Chr. und 1. Jahrhundert v. Chr. |